# لا فيريا تشابولتيبيك ماجيكو
لا فيريا تشابولتيبيك ماجيكو هو متنزه في مدينة مكسيكو، المكسيك. تقع في وسط حديقة تشابولتيبيك بالقرب من محطة مترو Constituyentes افتتاحه في عام 1964 كما Juegos MECANICOS دي تشابولتيبيك وتشغلها الحكومة المكسيكية. في عام 1992 اشترى جروبو CIE عليه وغيرت الاسم إلى واحدة الحالي.

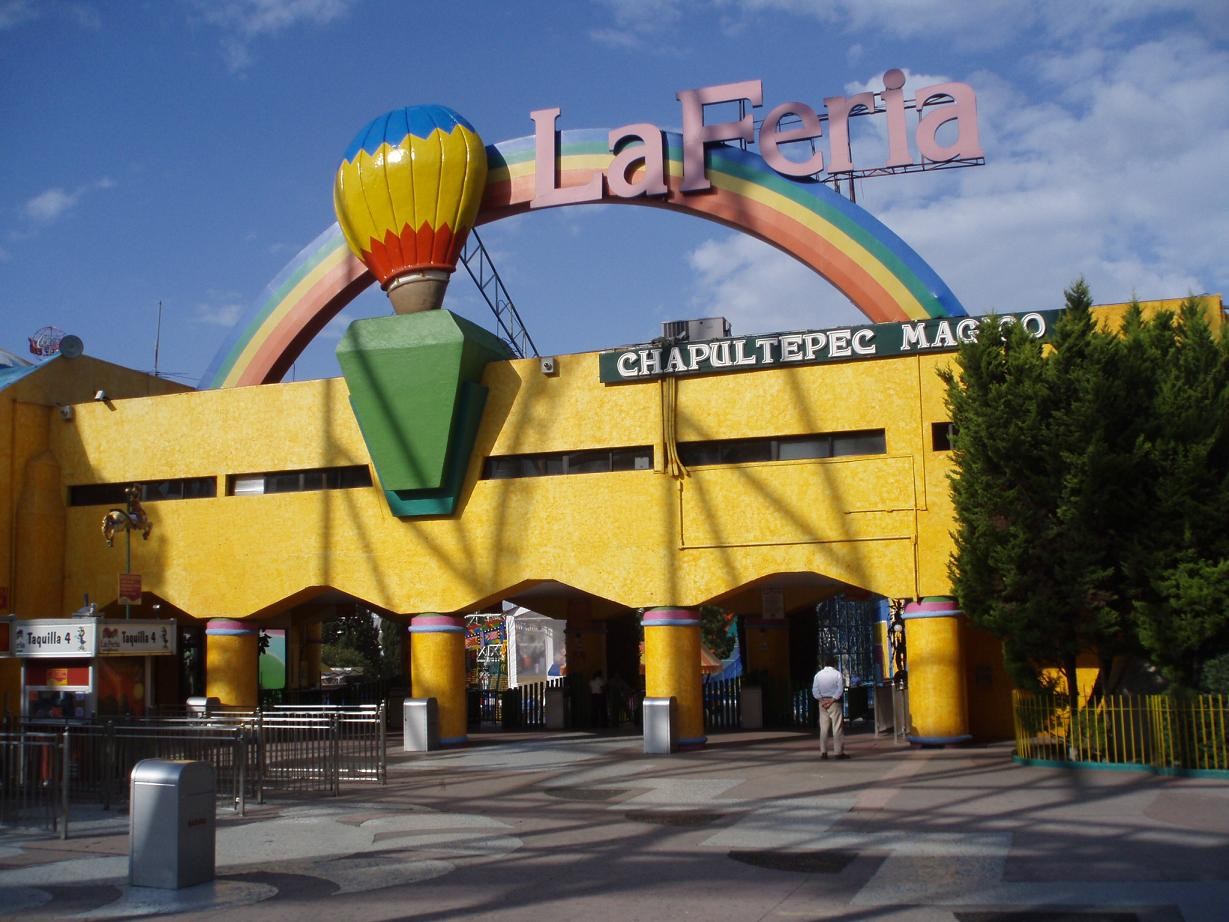
المتنزه